# Elisa Di Lazzaro
Elisa Di Lazzaro (Trieste, 5 de junio de 1998) es una atleta italiana especializada en el salto de vallas, en las modalidades de 60 y 100 metros.

## Carrera deportiva
Nacido en Trieste, su primer entrenador en Cral Trasporti fue Stefano Lubiana. Posteriormente Elisa, que también había practicado tenis, natación y danza, se mudó en 2012 a Fidenza, en la provincia de Parma, por necesidades familiares. En la nueva sede encontró a otro técnico capaz de potenciar sus habilidades, Maurizio Pratizzoli, convirtiéndose en compañera de entrenamientos de la campeona de Europa Desola Oki y de Ayomide Folorunso.
Una de sus primeras competiciones a nivel internacional fue en 2015, en el Campeonato Mundial Juvenil de Atletismo de Cali (Colombia). Corrió en la ronda principal, en la serie 4, donde quedó cuarta tras un tiempo de 13,88; esa posición le valió el pase a la semifinal, en cuya segunda carrera participó, quedando séptima (fuera de la final), con 13,82 segundos, mejorando en 6 centésimas el resultado de la anterior.
Una lesión deportiva en el pie la mantuvo alejada de las competiciones durante 2016. Su "explosión" deportiva le llegaría en 2017, mientras estaba en las filas del CUS Parma, con el que obtuvo tres récords nacionales júnior en pista cubierta, con tiempos de 8,22 segundos en los 60 metros vallas, extendido a los 13,24 s. de los 100 metros. Ese mismo año rozaría el podio en el Campeonato Europeo de Atletismo Sub-20 que tendría lugar en la ciudad de Grosseto (Italia). Di Lazzaro jugaba en casa, pero no pudo superar los 13,43 segundos que la dejaron cuarta, a diez centésimas de la polaca Klaudia Siciarz, y alejada de la francesa Solène Ndama, oro con 13,15 segundos.
A finales de 2017 abandonó las filas del CUS Parma para entroncar su formación deportiva con el Centro Sportivo Carabinieri, entrenando desde el otoño de 2018 en Formia con el maestro cubano de obstáculos Santiago Antunez. Ese año participó en el Campeonato Mundial de Atletismo en Pista Cubierta, donde volvió a quedarse cerca del podio en los 60 metros vallas de la prueba en Birmingham, con 8,35 segundos. Conseguiría elevar la marca en los 100 metros vallas en el Campeonato del Mediterráneo de Atletismo Sub-23 de Jesolo (Italia), en el que fue plata con 13,22 segundos. En la última prueba, del Campeonato Europeo de Atletismo de Berlín sería nuevamente cuarta en los 100 m vallas, con marca de 13,42 segundos.
En mayo de 2019 se sometió a una operación por una fractura en su astrágalo y en 2020 logró la mejor actuación en el campeonato italiano Sub-23, con 13,05 segundos en los 100 metros vallas. Al año siguiente, reescribió sus récords personales en pista cubierta en los 60 metros vallas, con 8,12 segundos, conseguidos en el Campeonato Europeo de Atletismo en Pista Cubierta que tuvo lugar en Toruń (Polonia), donde cayó eliminada en la primera semifinal, tras acabar sexta en la misma. Posteriormente, en julio viajó con el resto de la delegación italiana a Japón, para participar en sus primeros Juegos Olímpicos. Corrió en la modalidad de atletismo, en 100 metros vallas, el 31 de julio, cayendo eliminada en la primera prueba (en la serie 4), al ser quinta, con 13,08 segundos, a cuatro centésimas del pase que le otorgaba la cuarta plaza, que fue para la bahameña Pedrya Seymour (13,04 s.).

## Resultados por competición

### Por temporada
| Representando a Italia | Representando a Italia                            | Representando a Italia | Representando a Italia | Representando a Italia | Representando a Italia |
| ---------------------- | ------------------------------------------------- | ---------------------- | ---------------------- | ---------------------- | ---------------------- |
| Año                    | Competición                                       | Lugar                  | Modalidad              | Puesto                 | Marca (s.)             |
| 2015                   | Campeonato Mundial Juvenil de Atletismo           | Cali                   | 100 m vallas           | 7.ª (SF2)              | 13,82 s.               |
| 2017                   | Campeonato Europeo de Atletismo Sub-20            | Grosseto               | 100 m vallas           | 4.ª                    | 13,43 s.               |
| 2018                   | Campeonato Mundial de Atletismo en Pista Cubierta | Birmingham             | 60 m vallas            | 4.ª                    | 8,35 s                 |
| 2018                   | Campeonato del Mediterráneo de Atletismo Sub-23   | Jesolo                 | 100 m vallas           | 2ª                     | 13,22 s                |
| 2018                   | Campeonato Europeo de Atletismo                   | Berlín                 | 100 m vallas           | 4.ª                    | 13,42 s                |
| 2021                   | Campeonato Europeo de Atletismo en Pista Cubierta | Toruń                  | 60 m vallas            | 6.ª (SF1)              | 8,12 s                 |
| 2021                   | Meeting de Atletismo Madrid                       | Madrid                 | 100 m vallas           | 3.ª                    | 12,95 s                |
| 2021                   | Juegos Olímpicos                                  | Tokio                  | 100 m vallas           | 5.ª (H4)               | 13,08 s                |
| 2022                   | Campeonato Mundial de Atletismo en Pista Cubierta | Belgrado               | 60 m vallas            | 6.ª (SF3)              | 8,11 s                 |
| 2022                   | Campeonato Mundial de Atletismo                   | Eugene                 | 100 m vallas           | 7.ª (H6)               | 13,16 s                |
| 2022                   | Campeonato Europeo de Atletismo                   | Múnich                 | 100 m vallas           | 5.ª (SF1)              | 13,11 s                |

### Mejores marcas
| Disciplina                        | Marca      | Lugar     | Fecha                    |
| --------------------------------- | ---------- | --------- | ------------------------ |
| 60 metros lisos (pista cubierta)  | 7,81 s     | Módena    | 28 de enero de 2017      |
| 100 metros lisos (exterior)       | 12,11 s.   | Pavía     | 22 de septiembre de 2018 |
| 200 metros lisos (exterior)       | 25,16 s.   | Módena    | 22 de mayo de 2016       |
| 200 metros lisos (pista cubierta) | 25,79 s.   | Padova    | 20 de febrero de 2016    |
| 400 metros lisos (exterior)       | 58,26 s.   | Bresanona | 24 de mayo de 2015       |
| 60 metros vallas (pista cubierta) | 8,11 s.    | Ostrava   | 3 de febrero de 2022     |
| 100 metros vallas (exterior)      | 12,90 s.   | Savona    | 13 de mayo de 2021       |
| 400 metros vallas (exterior)      | 1:04,21 m. | Módena    | 20 de septiembre de 2015 |
| 4 x 100 metros relevos            | 45,92 s.   | Pavía     | 22 de septiembre de 2018 |
| 4 x 400 metros relevos            | 3:44,53 m. | Módena    | 6 de mayo de 2018        |